# Réjane Perry
Pour les articles homonymes, voir Perry.
Réjane Perrimond, dite Réjane Perry, est une chanteuse française née le 27 janvier 1959 à Moûtiers et morte le 9 septembre 2003 au Kremlin-Bicêtre.

## Biographie
Native de Moutiers, en Savoie, où son père est dentiste, elle est la dernière d'une fratrie de trois enfants. La chanteuse entre au Conservatoire de Chambéry à quatorze ans, avant de faire son entrée à celui de Grenoble. Sa carrière commence à la fin des années 1980 plus précisément en 1988 avec la sortie de son premier single 45 tours Say réalisé par Pascal Auriat. Ce disque lui permet de se produire sur les plateaux de télévision et particulièrement dans les émissions de Jacques Martin où Luc Plamondon la remarque. Le producteur Jacques Marouani lui donne sa chance en produisant ses trois premiers singles.
En 1989, elle pose sa voix sur la chanson Liban au sein du collectif 75 artistes pour les enfants du Liban. La même année, elle remplace au pied levé Maurane pour le rôle de Marie-Jeanne dans la seconde version du célèbre opéra-rock Starmania. Et c'est en 48 h qu'elle apprend le rôle. Michel Berger ne peut s'empêcher de souligner le court temps d'entraînement imposé à l'interprète lors de la première. L'album intégral en version remastérisée sort par la suite. Elle connait la chance d'être l'unique Marie-Jeanne à apparaître dans la version DVD du spectacle.
En 1991, sort son premier album Altitude sous le label Fnac Music. Ce premier opus est composé de dix titres dont trois coécrits et un co-composé par elle. Sortent en single les chansons Cœur en altitude et Amour qui roule. L'année suivante, Amour qui roule est gravé sur la compilation La nouvelle génération française.
En 1996, elle rencontre Carolin Petit qui lui donne l'occasion d'interpréter des génériques tels que celui du téléfilm Les Maîtres de l'orge pour France 2 et celui du documentaire l'Odyssée bleue, The Blue Beyond.
C'est en travaillant en 2000 sur la comédie musicale Roméo et Juliette, de la haine à l'amour que Carolin Petit lui présente Gérard Presgurvic qui lui demande par la suite d'enregistrer toutes les voix féminines pour la maquette et d'entrainer la troupe pour l'enregistrement de l'album. Il tombe sous son charme lorsqu'elle interprète Et voilà qu'elle aime et lui offre le rôle de la nurse. En 2001 vient la sortie du premier album et la première représentation au Palais des congrès de Paris. Puis l'album version intégrale et live paraît, suivi d'un double DVD.
Elle participe avec la troupe à l'album Noël ensemble vendu au profit du Sidaction de Noël 2001.
Alors qu'elle travaille sur un deuxième album, elle succombe d'un cancer du côlon le 9 septembre 2003. Son corps est inhumé au Muy dans le Var. Le coffret longbox de Michel Legrand Le cinéma de Michel Legrand paru en 2005 comprend le titre Un peu de ciel interprété par Réjane Perry. Composé de cinq titres, son deuxième album posthume Rendez-vous avec vous est disponible avec la contribution de Carolin Petit sur son site officiel durant quelques années,.

## Discographie

### Singles
- 1988 : Say
- Me shooter de toi
- 1989 : Le monde est stone
- 1991 : Cœur en altitude
- 1991 : Amour qui roule

### Collaborations
- 1990 : Starmania - Version intégrale remixée
- 1996 : Les Steenford, les maîtres de l'orge
- 1998 : Bande originale - L'Odyssée Bleue
- 1992 : La nouvelle génération française
- 2000 : Roméo et Juliette, de la haine à l'amour (bande originale du spectacle)
- 2001 : Roméo et Juliette, de la haine à l'amour (en live)
- 2002 : Roméo et Juliette, de la haine à l'amour (album simple)
- 2004 : Roméo et Juliette, de la haine à l'amour (version intégrale)
- 2005 : Le cinéma de Michel Legrand

### DVD
- 1989 : Starmania, deuxième version intégrale en live
- 2001 : Roméo et Juliette, de la haine à l'amour